# Osztrák női kézilabda-bajnokság (első osztály)
A WHA (teljes nevén Women Handball Austria) a legmagasabb osztályú osztrák női kézilabda-bajnokság. A bajnokságot 1972 óta rendezik meg, de nagypályán már korábban is volt országos bajnokság. Jelenleg tizenkét csapat játszik a bajnokságban, a legeredményesebb klub, egyben a címvédő a Hypo Niederösterreich.

## Nagypályás bajnokságok
| Év   | 1. hely      | 2. hely            | 3. hely                              |
| ---- | ------------ | ------------------ | ------------------------------------ |
| 1947 | Danubia Wien | Klagenfurter AC    | Post SV Graz                         |
| 1948 | –            |                    |                                      |
| 1949 | Danubia Wien | Grazer AK          | Salzburger AK 1914 és ASK Klagenfurt |
| 1950 | –            |                    |                                      |
| 1951 | Danubia Wien | Grazer SV          | ASK Klagenfurt                       |
| 1952 | Danubia Wien | Grazer SV          | Salzburger AK 1914                   |
| 1953 | Admira Wien  | ESV Klagenfurt     | Walek Wiener Neustadt                |
| 1954 | Danubia Wien | ASK Leobersdorf    |                                      |
| 1955 | –            |                    |                                      |
| 1956 | Danubia Wien | Grazer SV          | SC Traismauer                        |
| 1957 | –            |                    |                                      |
| 1958 | Danubia Wien | Austria Klagenfurt | SC Traismauer                        |
| 1959 | Danubia Wien | Union Hollabrunn   | ATUS Graz                            |

## Kispályás bajnokságok
| Év   | 1. hely                                           | 2. hely                                           | 3. hely                                           |
| ---- | ------------------------------------------------- | ------------------------------------------------- | ------------------------------------------------- |
| 1972 | Union Admira Landhaus                             | SK Lambach                                        | AAC Graz                                          |
| 1973 | Union Admira Landhaus                             | ATSV Kleinmünchen                                 | UHK Krems                                         |
| 1974 | Union Admira Landhaus                             | UHK Krems                                         | ATSV Kleinmünchen                                 |
| 1975 | Union Admira Landhaus                             | WAT Atzgersdorf                                   | UHK Krems                                         |
| 1976 | Union Admira Landhaus                             | Landstraßer AC                                    | WAT Atzgersdorf                                   |
| 1977 | Hypobank Südstadt                                 | Union Admira Landhaus                             | WAT Atzgersdorf                                   |
| 1978 | Hypobank Südstadt                                 | Union Admira Landhaus                             | WAT Atzgersdorf                                   |
| 1979 | Hypobank Südstadt                                 | Union Admira Landhaus                             | WAT Atzgersdorf                                   |
| 1980 | Hypobank Südstadt                                 | WAT Fünfhaus                                      | WAT Atzgersdorf                                   |
| 1981 | Hypobank Südstadt                                 | Post SV Wien                                      | WAT Fünfhaus                                      |
| 1982 | Hypobank Südstadt                                 | Post SV Wien                                      | Union Admira Landhaus                             |
| 1983 | Hypobank Südstadt                                 | Union Admira Landhaus                             | WAT Fünfhaus                                      |
| 1984 | Hypobank Südstadt                                 | Union Admira Landhaus                             | Post SV Wien                                      |
| 1985 | Hypobank Südstadt                                 |                                                   |                                                   |
| 1986 | Hypobank Südstadt                                 | Union Admira Landhaus                             | Hypobank Südstadt 2                               |
| 1987 | Hypobank Südstadt                                 | Hypobank Südstadt 2                               | WAT Fünfhaus                                      |
| 1988 | Hypobank Südstadt                                 | Union Hollabrunn                                  | WAT Fünfhaus                                      |
| 1989 | Hypobank Südstadt                                 |                                                   |                                                   |
| 1990 | Hypobank Südstadt                                 |                                                   |                                                   |
| 1991 | Hypobank Südstadt                                 |                                                   |                                                   |
| 1992 | Hypobank Südstadt                                 |                                                   |                                                   |
| 1993 | Hypobank Südstadt                                 |                                                   |                                                   |
| 1994 | Hypo Niederösterreich                             |                                                   |                                                   |
| 1995 | Hypo Niederösterreich                             |                                                   |                                                   |
| 1996 | Hypo Niederösterreich                             | WAT Fünfhaus                                      | SV Austria Tabak                                  |
| 1997 | Hypo Niederösterreich                             | UHC Stockerau                                     | SV Austria Tabak                                  |
| 1998 | Hypo Niederösterreich                             | UHC Stockerau                                     | WAT Fünfhaus                                      |
| 1999 | Hypo Niederösterreich                             | UHC Stockerau                                     | Allround Wiener Neustadt                          |
| 2000 | Hypo Niederösterreich                             | UHC Stockerau                                     | ZV Wiener Neustadt                                |
| 2001 | Hypo Niederösterreich                             | Hypo Niederösterreich 2                           | ZV Wiener Neustadt                                |
| 2002 | Hypo Niederösterreich                             | ZV Wiener Neustadt                                | Hypo Niederösterreich 2                           |
| 2003 | Hypo Niederösterreich                             | ZV Wiener Neustadt                                | SSV Dornbirn                                      |
| 2004 | Hypo Niederösterreich                             | ZV Wiener Neustadt                                | Hypo Niederösterreich 2                           |
| 2005 | Hypo Niederösterreich                             | ZV Wiener Neustadt                                | Hypo Niederösterreich 2                           |
| 2006 | Hypo Niederösterreich                             | ZV Wiener Neustadt                                | Hypo Niederösterreich 2                           |
| 2007 | Hypo Niederösterreich                             | Hypo Niederösterreich 2                           | WAT Atzgersdorf                                   |
| 2008 | Hypo Niederösterreich                             | Hypo Niederösterreich 2                           | ZV Wiener Neustadt                                |
| 2009 | Hypo Niederösterreich                             | Hypo Niederösterreich 2                           | ZV Wiener Neustadt                                |
| 2010 | Hypo Niederösterreich                             | Hypo Niederösterreich 2                           | ZV Wiener Neustadt                                |
| 2011 | Hypo Niederösterreich                             | SG Kärnten                                        | MGA Wien                                          |
| 2012 | Hypo Niederösterreich                             | SG Kärnten                                        | Hypo Niederösterreich 2                           |
| 2013 | Hypo Niederösterreich                             | Hypo Niederösterreich 2                           | ZV Wiener Neustadt                                |
| 2014 | Hypo Niederösterreich                             | ZV Wiener Neustadt                                | Hypo Niederösterreich 2                           |
| 2015 | Hypo Niederösterreich                             | Hypo Niederösterreich 2                           | SSV Dornbirn                                      |
| 2016 | Hypo Niederösterreich                             | Union WBZ Korneuburg                              | ZV Wiener Neustadt                                |
| 2017 | Hypo Niederösterreich                             | MGA Wien                                          | ATV Trofaiach                                     |
| 2018 | Hypo Niederösterreich                             | UHC Stockerau                                     | MGA Wien                                          |
| 2019 | WAT Atzgersdorf                                   | Hypo Niederösterreich                             | MGA Wien                                          |
| 2020 | A koronavírus-járvány miatt nem avattak bajnokot. | A koronavírus-járvány miatt nem avattak bajnokot. | A koronavírus-járvány miatt nem avattak bajnokot. |
| 2021 | Hypo Niederösterreich                             | WAT Atzgersdorf                                   | UHC Stockerau                                     |
| 2022 | Hypo Niederösterreich                             | WAT Atzgersdorf                                   | SC Ferlach/Feldkirchen                            |
| 2023 | Hypo Niederösterreich                             | WAT Atzgersdorf                                   | SC Ferlach                                        |
| 2024 | Hypo Niederösterreich                             | WAT Atzgersdorf                                   | SC Ferlach                                        |
| 2025 | Hypo Niederösterreich                             | WAT Atzgersdorf                                   | UHC Tulln                                         |

## Lásd még
- Osztrák férfi kézilabda-bajnokság (első osztály)